# Wasterkingen
Wasterkingen est une commune suisse du canton de Zurich.

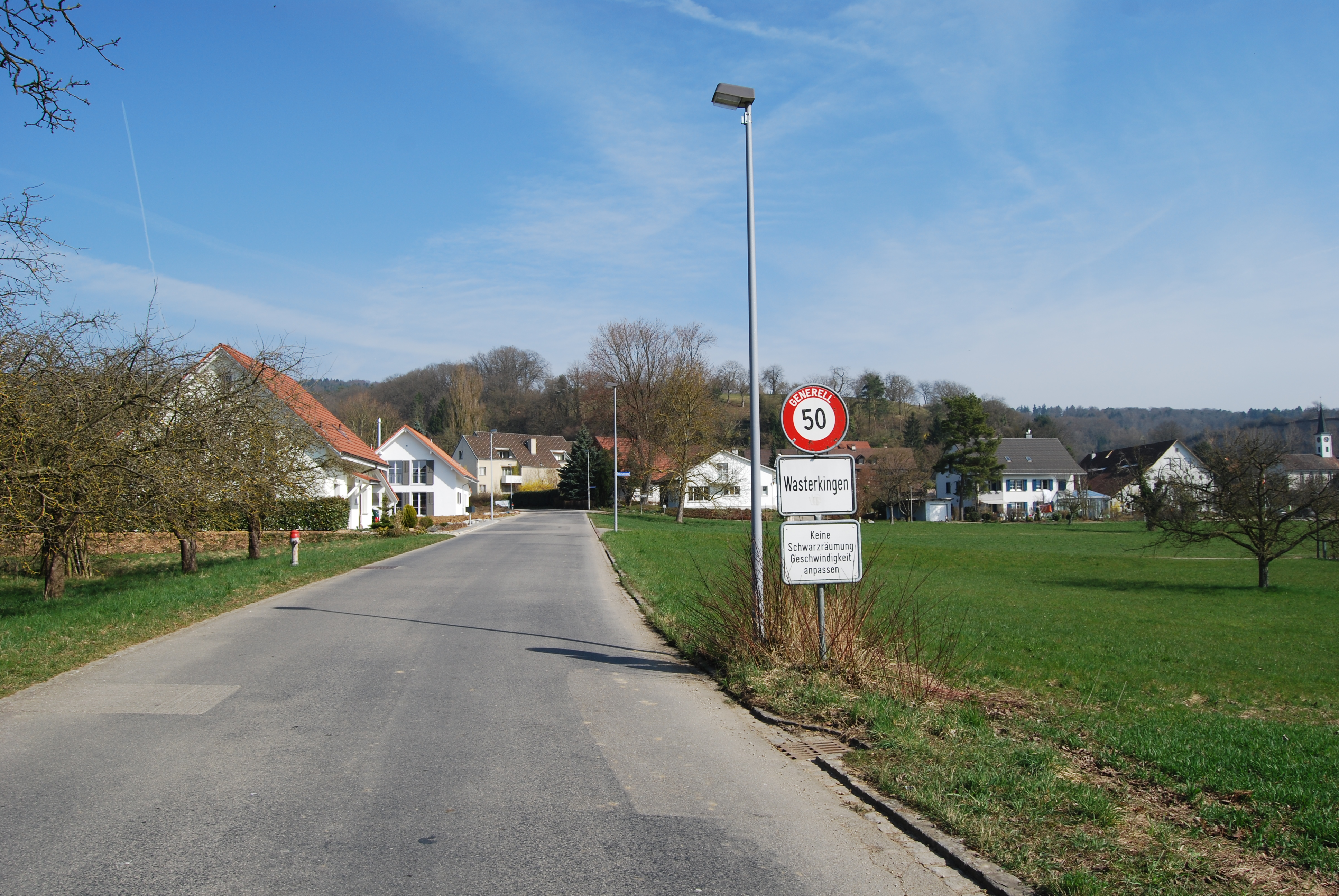
Wasterkingen.

Photo aérienne (1964).